# Nyabihere
Nyabihere är ett periodiskt vattendrag i Burundi.   Det ligger i provinsen Rutana, i den centrala delen av landet, 100 km sydost om huvudstaden Bujumbura.
I omgivningarna runt Nyabihere växer huvudsakligen savannskog. Runt Nyabihere är det ganska tätbefolkat, med 207 invånare per kvadratkilometer.